# MBC M
MBC M est une chaîne de télévision musicale sud-coréenne appartenant à Munhwa Broadcasting Corporation.